# Yu Yang (badmintonistka)
Yu Yang (chiń. 于洋; pinyin Yú Yáng; ur. 7 kwietnia 1986 w Haicheng) – chińska badmintonistka specjalizująca się w grze podwójnej. Dwukrotna medalistka olimpijska z Pekinu, a także olimpijka z Londynu i Rio de Janeiro.

## Kariera
Brała udział w igrzyskach w Pekinie, zdobywając złoty medal w grze podwójnej kobiet i brązowy w grze mieszanej. W grze podwójnej kobiet na igrzyskach w Londynie odpadła w fazie grupowej. W deblu kobiecym wystąpiła również na igrzyskach w Rio de Janeiro, tam razem z Tang Yuanting przegrała w meczu o 3. miejsce.
Wielokrotnie w swej karierze zdobywała medale:
- mistrzostw świata (2006: brąz w deblu, 2009: brąz w deblu, 2010: złoto w deblu i srebro w mikście, 2011: złoto w deblu, 2013: złoto w deblu, 2014: srebro w deblu);
- mistrzostw Azji (2004: srebro w deblu i brąz w mikście[1], 2008: brąz w mikście[2], 2011: złoto w deblu, 2013: złoto w deblu, 2015: srebro w deblu);
- igrzysk azjatyckich (2010: złoto w drużynie i srebro w deblu, 2014: złoto w drużynie).